# Navjeet Dhillon
Navjeet Kaur Dhillon (* 6. März 1995 in Amritsar, Punjab) ist eine indische Diskuswerferin.

## Sportliche Laufbahn
Erste internationale Erfahrungen sammelte Navjeet Dhillon bei den Jugendweltmeisterschaften 2011 nahe Lille, bei denen sie mit 44,46 m in der Qualifikation ausschied. Anschließend gewann sie bei den Commonwealth Youth Games in Douglas mit 45,27 m die Bronzemedaille. Im Jahr darauf gewann sie bei den Juniorenasienmeisterschaften in Colombo mit 44,78 m die Silbermedaille und bei den Asienmeisterschaften in Pune belegte sie mit 12,91 m und 45,33 m die Plätz neun und sieben im Kugelstoßen und im Diskuswurf. 2014 gewann sie bei den Juniorenasienmeisterschaften in Taipeh mit 53,66 m erneut die Silbermedaille mit dem Diskus sowie mit 14,99 m im Kugelstoßen. Daraufhin nahm sie an den Juniorenweltmeisterschaften in Eugene teil und gewann dort mit einer Weite von 56,36 m die Bronzemedaille. 2015 erreichte sie bei den Asienmeisterschaften in Wuhan mit 51,66 m Rang sechs. 
2018 nahm sie erstmals an den Commonwealth Games im australischen Gold Coast teil und gewann dort mit 57,43 m die Bronzemedaille hinter der Australierin Dani Stevens und ihrer Landsfrau Seema Antil. Im Jahr darauf belegte sie bei den Asienmeisterschaften in Doha mit einem Wurf auf 57,47 m Rang vier. Anfang Dezember siegte sie bei den Südasienspielen in Kathmandu mit einer Weite von 49,85 m.
2015 wurde Dhillon indische Meisterin im Diskuswurf sowie 2018 im Kugelstoßen.

## Persönliche Bestleistungen
- Kugelstoßen: 16,45 m, 8. März 2018 in Patiala
- Diskuswurf: 59,18 m, 27. Februar 2018 in Patiala